# فرهنگ در تهران

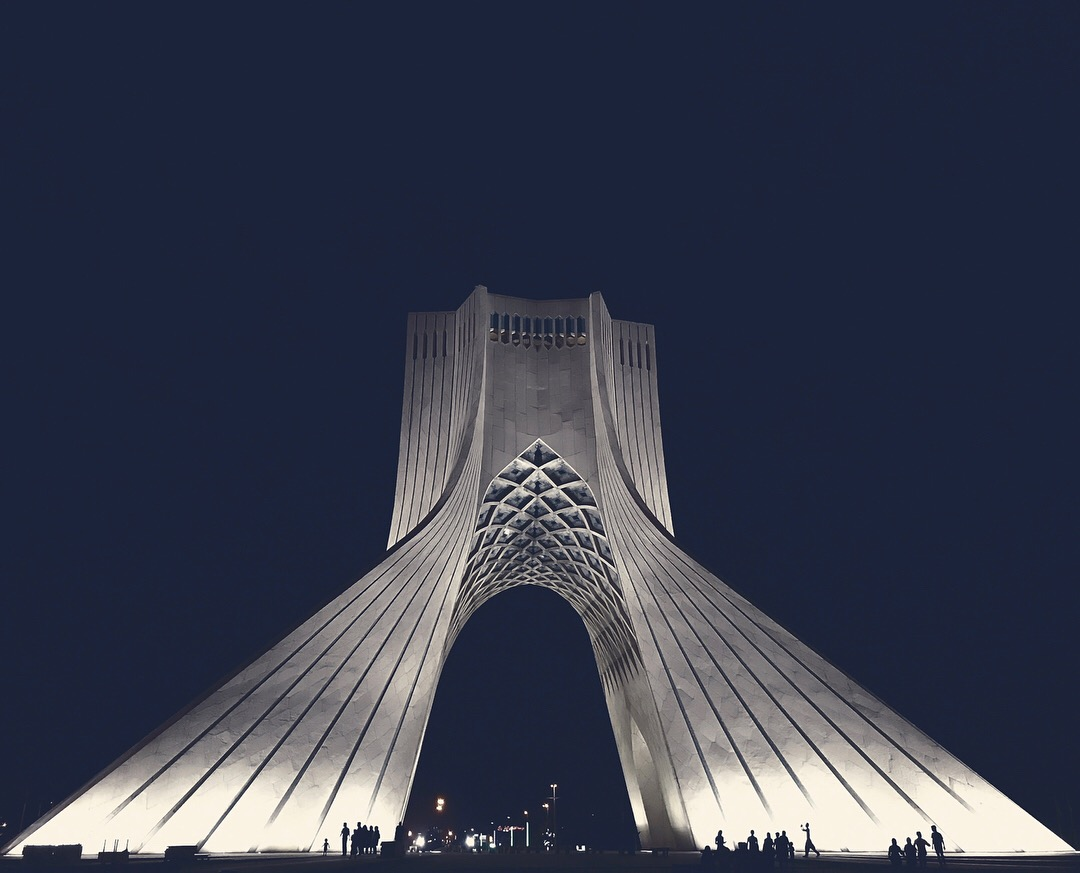
برج آزادی، نماد تهران که ترکیبی از معماری ایرانی و اسلامی است.

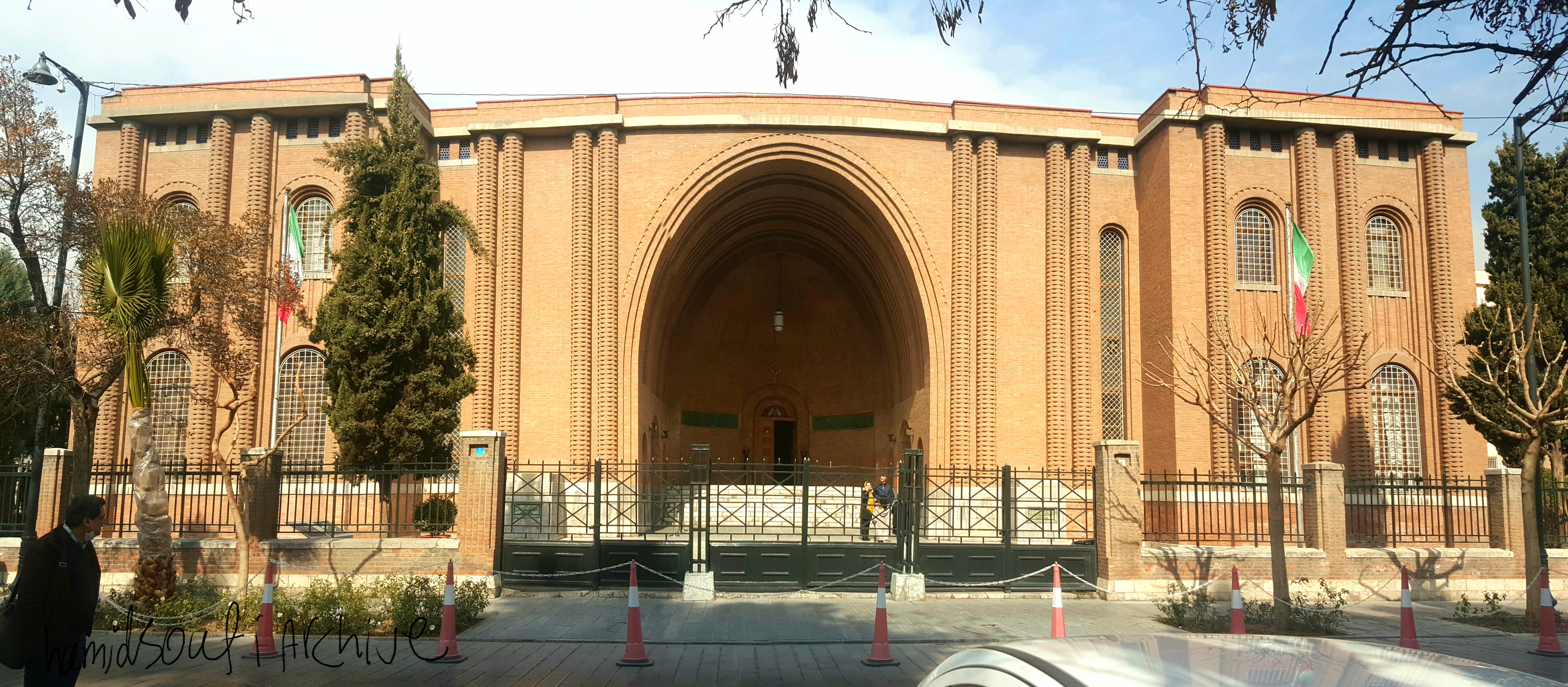
تصویری از موزه ایران باستان در تهران

فرهنگ تهران، پایتخت ایران، با وجود گروه‌های قومی گوناگون در شهر، بیشتر تحت تأثیر فرهنگ ایرانی و فرهنگ اسلامی است. تأثیر فرهنگ اسلامی بر چهرهٔ شهر و پوشاک مردم بسیار برجسته است. بسیاری از جشنواره‌های فرهنگی ایران، برای نخستین‌بار در تهران پدید آمدند و هر سال در این شهر برگزار می‌شوند. این شهر کانون مهمی برای تئاتر، فیلم، سینما، موسیقی، ورزش و رسانه‌ها در ایران است. همچنین موزه‌های معروف پر شماری در این شهر وجود دارد.

## هنر
تهران نقشی برجسته در فرهنگ و هنر ایران دارد.

### تئاتر

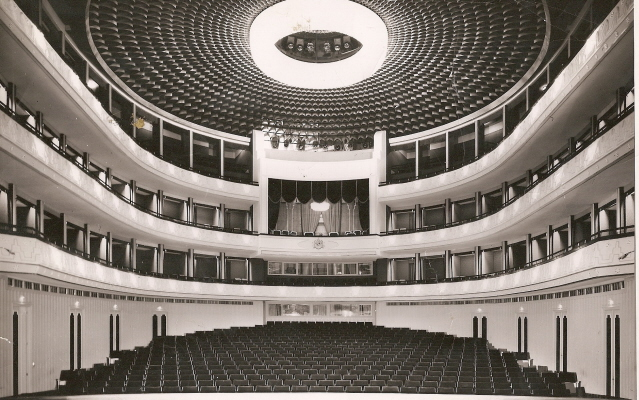
تالار رودکی که برای نمایش‌های باله و اپرا نیز به‌کار می‌رفت.

پیشینهٔ تئاتر در تهران، از زمان ناصرالدین‌شاه قاجار آغاز می‌شود. پس از آشنایی ناصرالدین‌شاه با تئاتر در سفری که به اروپا داشت؛ او فرمان ساخت سالنی را برای اجرای تئاتر صادر کرد. در همین دوران بود که تکیه دولت ساخته شد.
با روی کار آمدن مشروطیت در ایران، تئاتر پیشرفت بیشتری کرد و تئاترهای تازه‌ای پدید آمد که از اولین آن‌ها تئاتر فرهنگ بود که در عمارت مسعودیه نمایش می‌داد. تئاتر دوم نیز تئاتر ملی بود که که ریاست آن را عبدالکریم‌خان محقق‌الدوله بر عهده داشت.
تالار رودکی نیز یکی از مجهزترین و بزرگ‌ترین تالارهای اپرا، موسیقی و تئاتر در ایران است که توسط اوژن آفتاندلیانس طراحی شده و با نام شاعر و نوازندهٔ ایرانی، رودکی در ۳ آبان ۱۳۴۶ گشایش یافته است.
تئاتر شهر تهران در سال ۱۳۴۶ توسط علی سردارافخمی طراحی شد و ساخت آن پنج سال به طول انجامید. این مجموعه در روز شنبه، هفتم بهمن ۱۳۵۱ با روی صحنه رفتن نمایش باغ آلبالو نوشتهٔ آنتون چخوف و به کارگردانی آربی اوانسیان به عنوان مهم‌ترین سالن تئاتر ایران گشایش یافت.
رویدادهای سالانهٔ جشنواره تئاتر فجر و جشنواره تئاتر عروسکی نیز در تهران برگزار می‌شوند.

### فیلم و سینما
میرزا ابراهیم‌خان صحاف‌باشی نخستین سالن نمایش فیلم تهران را در سال ۱۲۸۳ ایجاد کرد. روسی‌خان نیز در سال ۱۲۸۶ تصمیم گرفت که در مغازه‌اش نمایش همگانی فیلم راه‌اندازی کند. او کارش را توسعه داد و با استقبال خوبی از سوی مردم مواجه شد؛ این موضوع به ایجاد رقابت و پیشرفت سینما در تهران کمک کرد.
در دوران پهلوی اول، برای مدتی سینماهای تهران تعطیل شدند اما بالاخره مشروط بر این که از ساعت ۱۸ شروع و تا ساعت ۲۱:۳۰ کارشان پایان یابد، به فرمان سید ضیاء باز شدند. سینماهای این دوران همان گونه که پیش از این نیز رسم بود، بر اساس مادهٔ ۹ نظامنامهٔ سینماها، فیلم‌هایی از انواع «فیلم اخبار»، «فیلم علمی» و «فیلم بزرگ نمایش» را نمایش می‌دادند.
نخستین سینمای مدرن ایرانی نیز گراند سینمای تهران بود که در سال ۱۳۰۵ تأسیس شد و ترجمهٔ میان‌نویس‌های خارجی نیز از آن شروع شد؛ پس از این اقدام گراند سینما، بر اساس دستور نظامنامه، سینماهای تهران باید خلاصه‌ای از داستان فیلم را چاپ می‌کردند. همچنین در اواخر دههٔ بیست، اغلب سینماهای تهران، دارای ارکستر بود.
از دههٔ چهل تا ۱۳۵۷، از ۹۰ سینمای فعال شهر تهران، نام بیش از یک سوم آن‌ها خارجی بود. در این دوران شمار قابل توجهی از سینماهای نوین تهران دراختیار شرکت‌های خارجی بود. همچنین به گزارش دفتر مطالعات و برنامه‌ریزی وزارت فرهنگ و هنر، از ۴۷۳ فیلم نمایش داده شده در سال ۱۳۵۳ در تهران، ۶۱ فیلم ایرانی، ۱۴۳ فیلم آمریکایی و دیگر فیلم‌ها نیز از کشورهای انگلستان، فرانسه، ایتالیا، هندوستان، ژاپن، هنگ کنگ و شوروی بوده‌اند.
از سال ۱۳۴۴ که سینمای ایران در اوج بود، فیلم‌هایی همانند قیصر، گنج قارون و گاو سینماهای تهران را درنوردیدند. جشنواره جهانی فیلم تهران در دههٔ ۱۳۵۰، مهم‌ترین جشنوارهٔ سینمایی در آسیا و تنها جشنوارهٔ ردهٔ الف از دید فدراسیون بین‌المللی تهیه‌کنندگان در آسیا به‌شمار می‌رفت.

با انقلاب ۵۷ شماری از سینماهای تهران در آتش سوختند و نام شمار قابل توجهی از سینماهای باقی‌مانده نیز تغییر یافت. فروشنده از موفق‌ترین فیلم‌هایی است که پس از انقلاب ۵۷ در تهران فیلم‌برداری شده است. جشنواره فیلم فجر نیز از سال ۱۳۶۱، هر سال در تهران برگزار می‌شود.

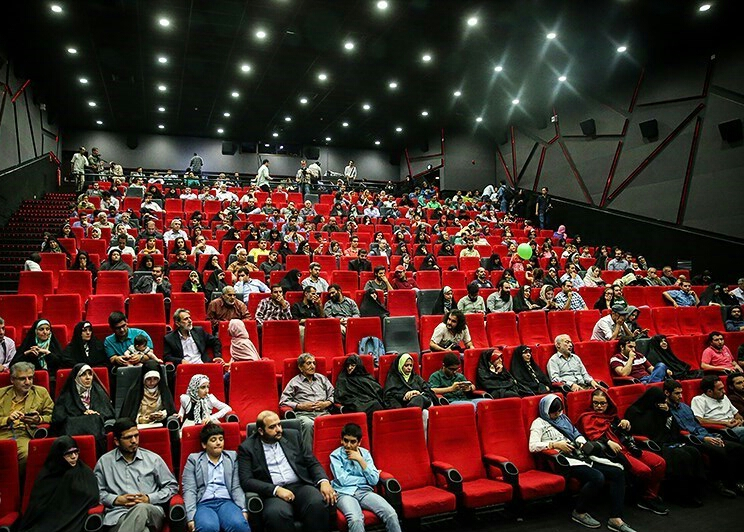
پردیس سینمایی کوروش
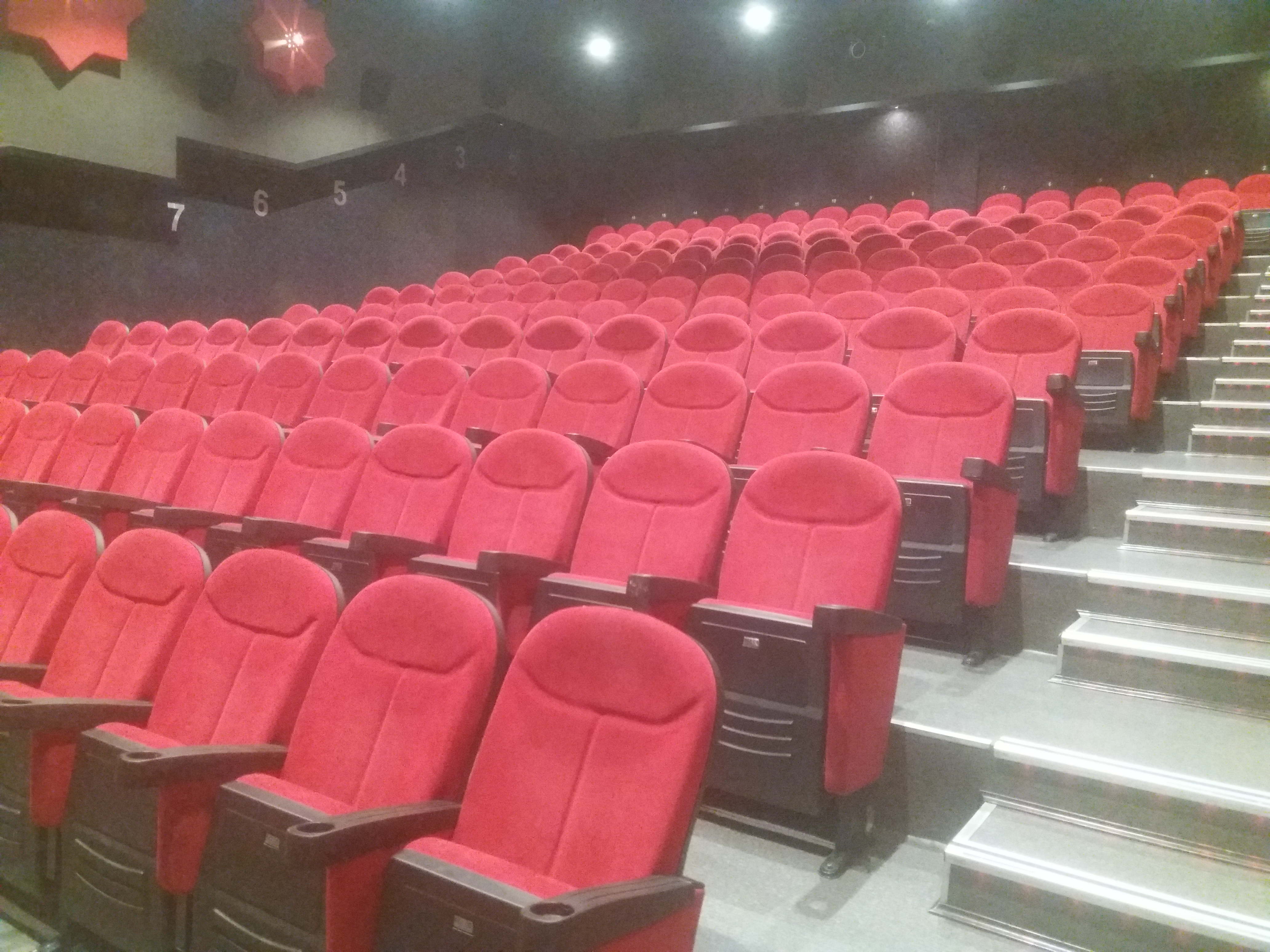
سالن سینما پیروزی
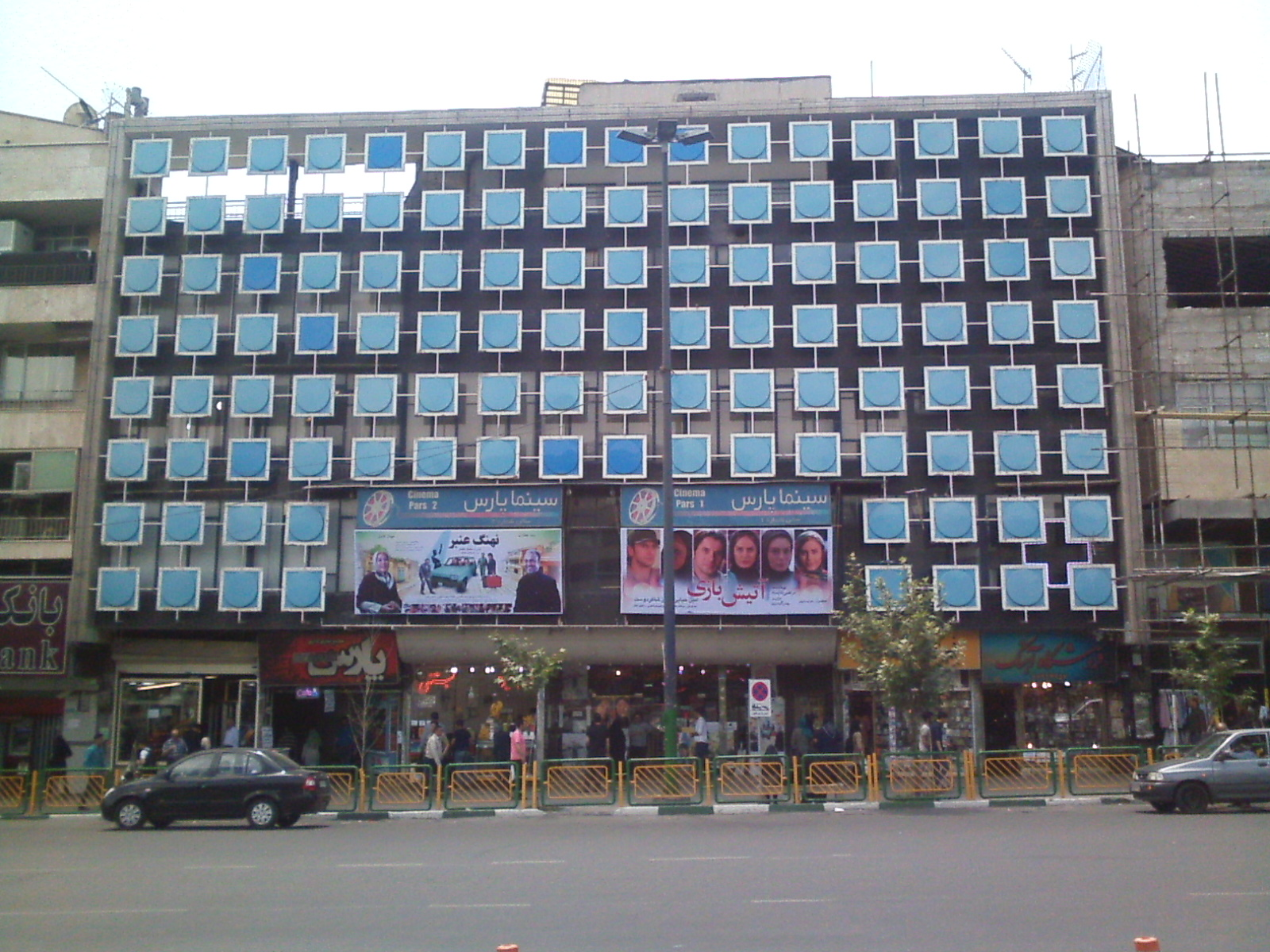
سینما پارس
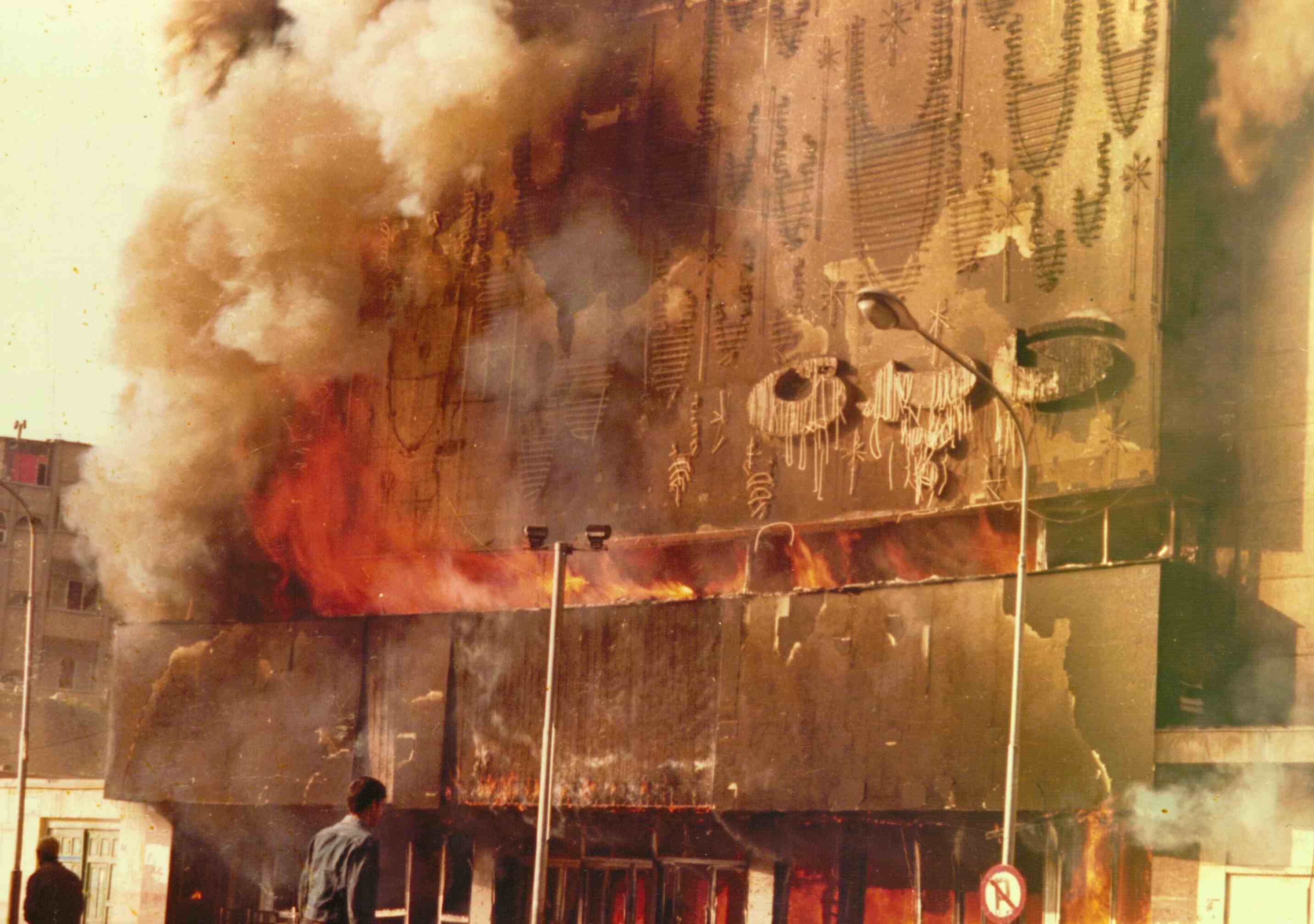
سوزاندن ساختمان سینما کاپری پس از انقلاب ۱۳۵۷

### موسیقی

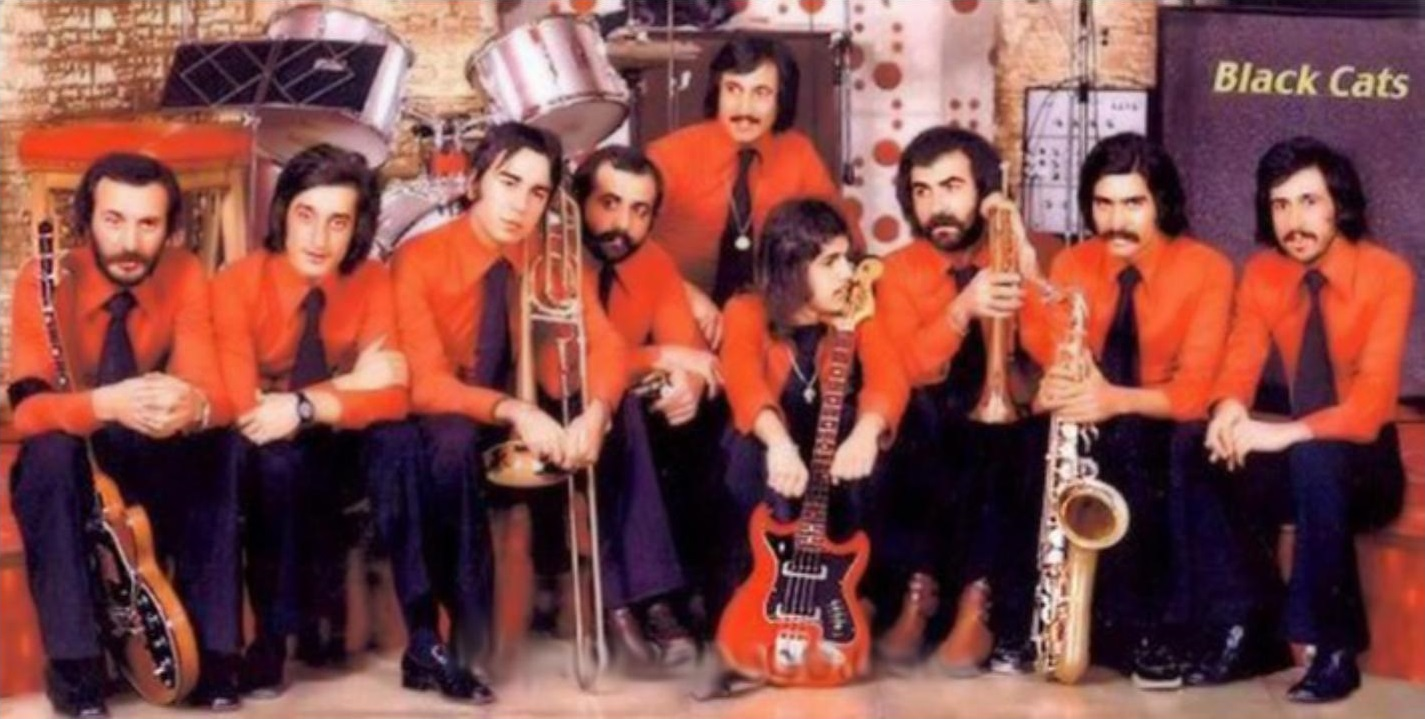
اعضای گروه بلک کتس در دهه ۱۳۴۰

شمار قابل توجهی گروه موسیقی مطرح در تهران شکل گرفته‌اند. گروه بلک کتز در سال ۱۳۴۱ توسط شهبال شب‌پره که مغز متفکر گروه نامیده می‌شود، در تهران تأسیس شد.
تهران زادگاه بسیاری از خواننده‌های مطرح ایران نیز است. ابراهیم حامدی با نام هنری «ابی» که به «آقای صدای موسیقی ایرانی» معروف است، زادهٔ تهران است و تا پیش از انقلاب ۵۷ در ایران فعالیت می‌کرد. فائقه آتشین با نام هنری «گوگوش» که از پر هوادارترین خوانندگان تاریخ موسیقی ایران به‌شمار می‌رود زادهٔ تهران است و در کشورهای آسیای میانه و خاورمیانه هواداران بسیاری دارد.
پس از انقلاب ۵۷ خوانندگان زن در سراسر ایران دچار مشکلاتی شدند. روحانیون خواندن زنان را به شهوت و مسائل جنسی ربط دادند و پخش ترانه‌های آنان در رادیو و تلویزیون ملی ممنوع شد. در حال حاضر زنان می‌توانند با تهیهٔ مجوزی مخصوص، در تهران اجرا داشته باشند.
تالار وحدت و تالار وزارت کشور میزبان کنسرت گروه‌های ایرانی و خارجی هستند. همچنین تالار وحدت محل اجرای ارکستر سمفونیک تهران، بزرگ‌ترین و قدیمی‌ترین ارکستر سمفونیک ایران است.
جشنواره موسیقی فجر نیز از سال ۱۳۶۴، هر سال در تهران برگزار می‌شود.

### هنرهای همگانی

#### دیوارنگاری و نقاشی دیواری
در تهران پس از انقلاب ۵۷، دیوارنگاری‌هایی با طرح افراد مرده روی دیوارها، اطراف بزرگراه‌ها یا فضای خارجی خانه‌های مردم کشیده می‌شود و این شامل افراد کشته‌شده در جنگ، سیاست‌مداران جمهوری اسلامی، یا امامان شیعه است.
در گزارشی شهرک اکباتان و آپادانا پایتخت دیوارنگاری و هنرمندان خیابانی ایران خوانده شدند.
به گفتهٔ کامبیز درم‌بخش، دیوارنگاری‌های تهران غمگین و تکراری هستند و دلیل آن انتخاب نقاشان با تفکری یکسان است.

## مد و پوشاک
در دوران پس از انقلاب ۱۳۵۷، رویداد دولتی جشنواره مد و پوشاک فجر در تهران برگزار می‌شود که طراحان مد خارجی را نیز به سوی خود جذب می‌کند. از انقلاب ۱۳۵۷، رویدادهای مد دولتی که در تهران برگزار می‌شوند، همگی با شرایط جمهوری اسلامی ایران سازگار بوده و گاهی الگوی برگزاری ویژه خود را دارند. با این حال بخش خصوصی تهران، رویدادهای مد با استانداردهای بین‌المللی را برگزار کرده است که به گزارش باشگاه خبرنگاران جوان، پوشش بانوان در این رویدادها خارج از «عرف» بوده است.
در سال ۲۰۱۸ میلادی، با کمک یک شرکت فناوری خارجی، در تهران یک رویداد مد برگزار شد که در آن با استفاده از واقعیت افزوده (AR) مدل‌ها حذف شده بودند و تنها پوشاک موردنظر در قالبی که گویا تن یک مدل در حال حرکت است، به نمایش درآمد. کارگردان این رویداد اشاره کرد که از این طریق، می‌توان محدودیت‌های مربوط به بهره‌گیری از مدل‌ها را در دوران جمهوری اسلامی از بین برد. همچنین فشن شوی بین‌المللی گربه‌ها نیز در تهران برگزار شده است، رویدادی که در بیشتر دوره‌های آن، گربه ایرانی برنده شده است. در سال ۲۰۱۸ میلادی، برای نخستین‌بار فشن شو معلولان (کم‌توانان) در تهران برگزار شد که به گزارش یورونیوز، مدل‌های این رویداد دچار مشکلات جسمی بودند و برای آنان لباس‌های متناسب با مشکل جسمی‌شان طراحی شده بود. شهرداری تهران که سازمانی غیردولتی شمارده می‌شود، نمایشگاه ملی پوشاک و مد ایرانی، با سبک ایرانی و اسلامی را برگزار کرده است که برای نمونه، رویداد سال ۲۰۱۷ آن در پارک گفتگوی تهران برگزار شد. در این رویداد گونه‌هایی از پوشاک اسلامی و کلاه به نمایش گذاشته شد.
تهران، پایتخت ایران دارای تعداد زیادی برند پوشاک معروف و بزرگ است که شمار زیادی در این شرکت‌ها مشغول کار هستند یا بوده‌اند. برک، کفش ملی، هاکوپیان، نخ‌باف، جورابان، دایی، حصاری، تن‌درست، پاتن جامه، ماکسیم و گراد از معروف‌ترین شرکت‌های برند پوشاکی هستند که دفتر مرکزی یا مقر آنان در تهران قرار دارد.
پس از انقلاب ۱۳۵۷، حجاب در ایران، اجباری شد و پس از این مورد توجه مد زنانه ایرانی بوده است. در سال ۲۰۱۸ میلادی گزارش‌هایی از بازداشت معترضان به حجاب اجباری در تهران منتشر شد و پلیس تهران اعلام کرد که زنانی که روسری خود را برداشته بودند را بازداشت کرده است. قانون جمهوری اسلامی ایران دربارهٔ عدم رعایت حجاب توسط زنان می‌گوید: «زنانی که بدون حجاب شرعی در معابر و انظار عمومی ظاهر شوند، به حبس از ۱۰ روز تا دوماه، یا از ۵۰ هزار تا پانصد هزار ریال جریمه نقدی محکوم خواهند شد». ابوالقاسم شیرازی، رئیس اتحادیه پوشاک تهران، در سال ۲۰۱۹ از پیگیری طرح «برخورد با مانتو و پوشاک نامتعارف» به دستور دادستانی شهر تهران خبر داد و به خبرگزاری ایسنا اعلام کرد که این طرح درحال عملیاتی شدن است و با تولیدی‌های متخلف برخورد خواهد شد. ابوالقاسم شیرازی در گفتگویی با خبرگزاری تسنیم، اعلام کرد که تولید و عرضه مانتوهای جلوباز که بدون دکمه، بدون غزن و بدون زیپ باشند یا شیشه‌ای، حریر و توری باشند، ممنوع اعلام شده است و اتحادیه پوشاک تهران با هرگونه تخلف در این بخش، برخورد خواهد داشت. وی همچنین از سخت بودن کار این اتحادیه در نظارت بر کار مدلینگ زنان خبر داد. معصومه آقاپور، سیاست‌مدار ایرانی، در سال ۱۳۹۸ اعلام کرده است که پروتکل مدنظر جمهوری اسلامی ایران برای لباس یک زن هنوز مشخص نیست.
مد و پوشاک مردان اما از الگوهای بومی ویژه‌ای پیروی نمی‌کنند و پوشاک آنان تابعیتی جهانی دارند. به شکل تاریخی، یکی از بزرگ‌ترین غافلگیری‌های مردان، قانون تصویب شده در ششم دی ۱۳۰۴ بود که مردان را ملزم می‌کرد پوشاک نوین خارجی همانند کت و شلوار بپوشند. به گزارش تسنیم، اجرای قانون مربوط با مقاومت روحانیون و مردم روبرو بود. دو سال بعد، در سال ۱۳۰۶ نیز کلاه پهلوی به لیست پوشاک اجباری برای مردان اضافه گردید و این کلاه، برخلاف موارد قبلی، پوشاک ایرانی خوانده می‌شود.

## موزه‌ها

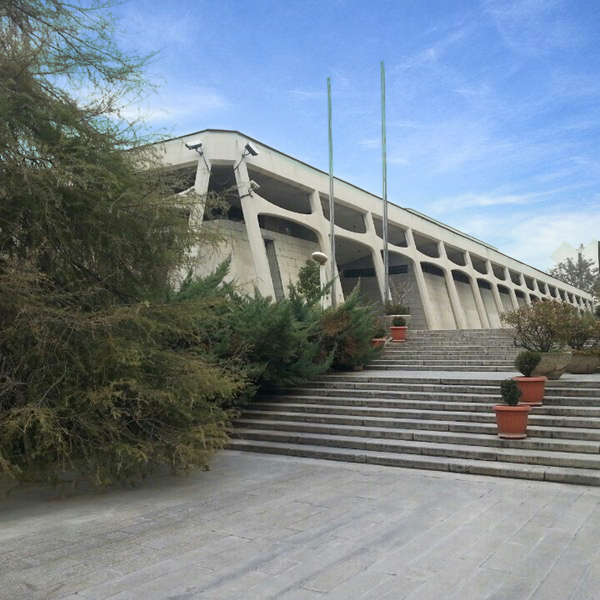
موزه فرش ایران

شماری از موزه‌های تهران دارای اهمیتی در سطح ملی و جهانی هستند. شماری موزهٔ بزرگ در تهران وجود دارد که در مجموع، به طیف گسترده‌ای از موضوعات می‌پردازند. برای نمونه، موزهٔ ملی ایران در باستان‌شناسی ایران متمایز است، موزهٔ فرش ایران هنر قالی‌بافی ایرانی را نمایش می‌دهد و موزهٔ هنرهای معاصر تهران نیز آثار هنرمندان بین‌المللی را نگهداری می‌کند.
برخی از موزه‌های تهران:
- موزه مردم‌شناسی تهران
- موزه ملی ایران
- موزه فرش ایران
- موزه هنرهای معاصر تهران
- موزه پست و تلگراف
- آبگینه و سفالینه
- موزه جواهرات ملی
- موزه رضا عباسی
- کتابخانه و موزه ملک
- ایران باستان
- موزه آثار طبیعی و حیات وحش ایران

کاخ موزه‌ها:
- سعدآباد
- نیاوران
- گلستان

## خوراک

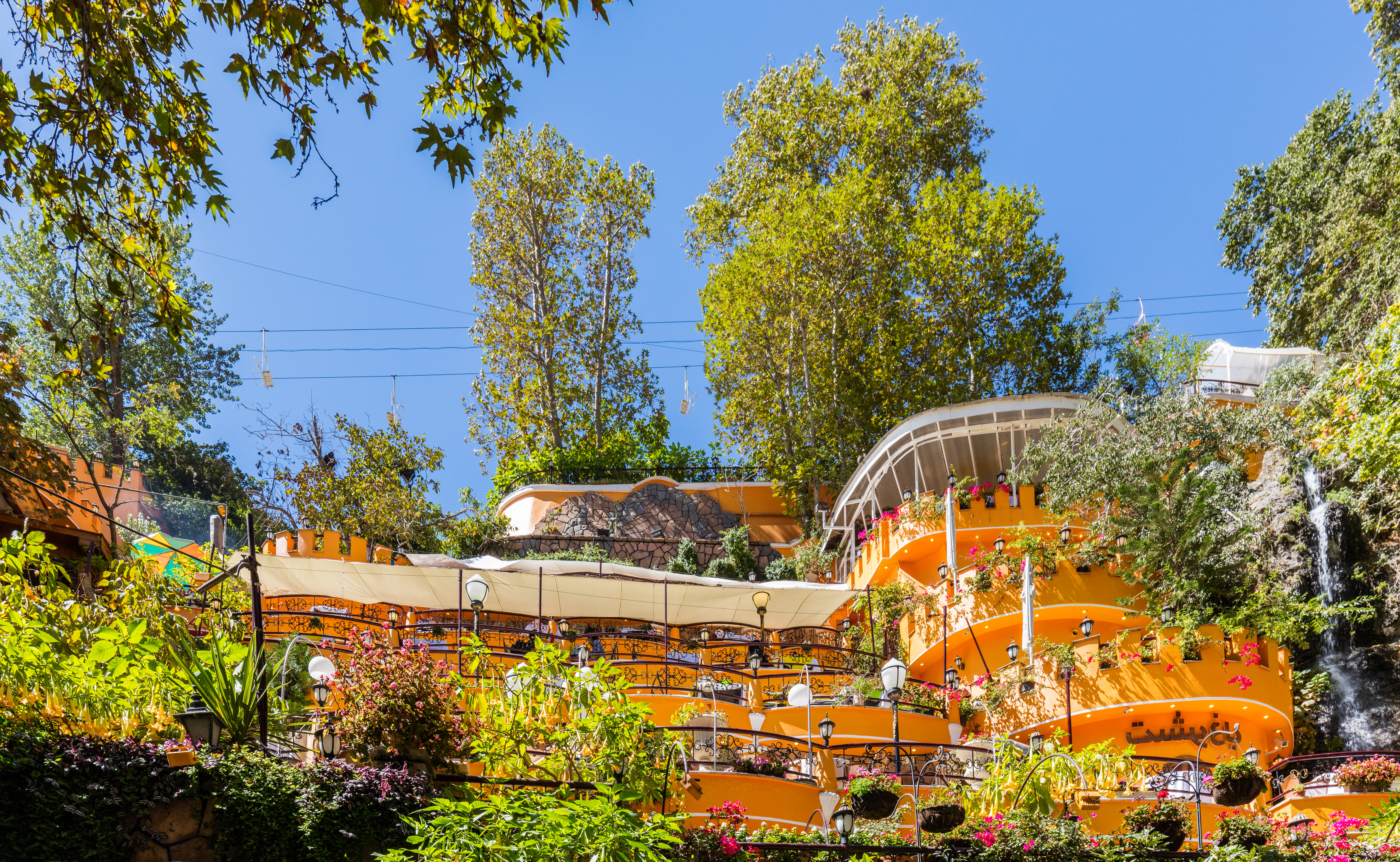
رستورانی در دربند

تهران پایتخت ایران است؛ کشوری که از مکتب‌های اصلی آشپزی در جهان به‌شمار می‌رود و ۲۵۰۰ نوع خوراک و غذا دارد. در تهران رستوران‌های آسیایی، اروپایی و شمار قابل توجهی پیتزا فروشی وجود دارد. بر اساس گزارشی، رستوران‌های خارجی تهران بیشتر در مناطق شمالی شهر قرار دارند.
پس از انقلاب اسلامی ۱۳۵۷، خرید یا فروش و نوشیدن الکل و نوشیدنی‌های الکلی با قانون جدید، ممنوع شدند؛ اما پس از این نیز سِرو الکل در رستوران‌ها و کافی‌شاپ‌های تهران، گزارش شده است. برخی از گزارش‌ها از قیمت «مناسب» این نوشیدنی‌ها گفته‌اند و یکی از آنان می‌گفت «در این بالکن (در یکی از رستوران‌های ولنجک) برای افراد خاص باز می‌شود و در آن میزهایی چیده شده تا مشتریان خاص، به راحتی مشروب بخورند».

## مراسم دینی

### عزاداری اسلامی

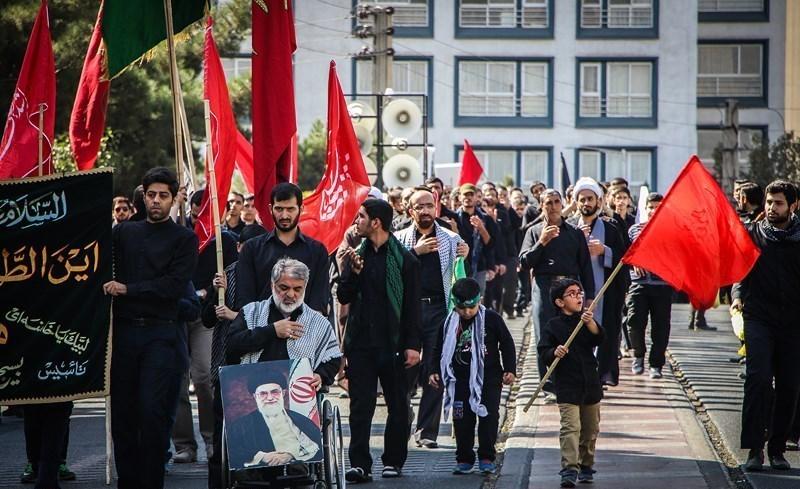
عزاداری تاسوعا در تهران

عزاداری اسلامی در تهران تاریخچه‌ای طولانی دارد. بر اساس گزارشی از باشگاه خبرنگاران جوان، رضا شاه و محمدرضا شاه سعی در محدود کردن یا جلوگیری از عزاداری مردم داشتند اما مردم مقاومت کردند و به صورت پنهانی به عزاداری پرداختند. عزاداری‌های اسلامی در دوران جمهوری اسلامی به اوج خود رسید. کمک‌های بلاعوض شهرداری و سازمان‌های وابسته به حکومت، به هیئت‌های عزاداری اسلامی نیز صورت می‌گیرد.

### نذری
هنگامی که زمان سوگواری محرم برسد، خوراک رایگان که نذری نام دارد، میان مردم تهران پخش می‌شود. گروهی از مردم تهران که اعتقادهایی دربارهٔ نذری دارند، نذری‌ها را جمع‌آوری می‌کنند.

## مراسم ملی

### چهارشنبه‌سوری

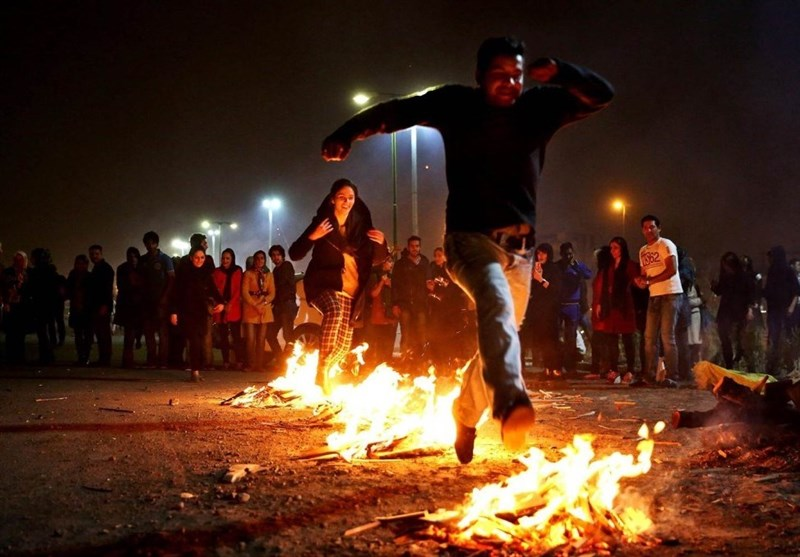
جشن چهارشنبه‌سوری

با وجود رویکرد منفی جمهوری اسلامی علیه چهارشنبه‌سوری، مخالفت سید علی خامنه‌ای با آن و ارائهٔ چهره‌ای بد از این جشن ملی ایران از سوی خبرگزاری‌های وابسته به حکومت جمهوری اسلامی، مردم تهران این جشن را با شادی برگزار می‌کنند.

#### توپ مروارید

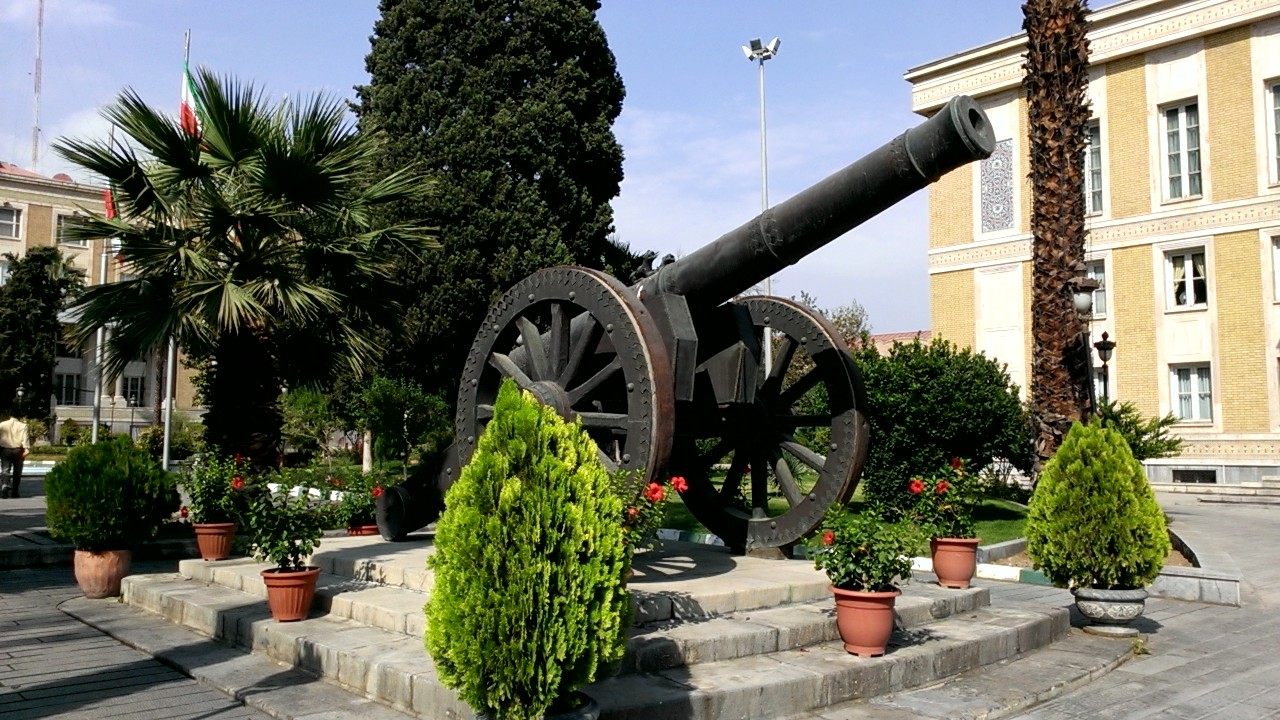
توپ مروارید

توپ مروارید نشانی از فرهنگ و باورهای مردم تهران در گذشته است. از توپ مروارید در شمار قابل توجهی از کتاب‌ها و سفرنامه‌ها یاد شده است.
تهرانی‌های قدیم با ستایش به توپ مروارید می‌نگریستند و در جشن‌ها یا مراسم‌های مهم نظیر چهارشنبه‌سوری، دختران خواهان شوهر و زنان خواهان فرزند برای آنکه به خواسته‌شان برسند، آداب خاصی را کنار آن انجام می‌دادند.
در چندین کتاب و سفرنامه به این اشاره شده است که مجرمان و افراد تحت پیگرد به توپ مروارید پناه می‌بردند و مردم نیز معجزات و خرافاتی را به آن نسبت می‌دادند.

### نوروز
در گذشته، تهران آداب خاصی برای نوروز داشت. در لحظهٔ تحویل سال، در میدان ارگ، توپ بزرگی شلیک می‌شد تا شهروندان بدانند سال نو شده است. مردان و زنان نیز هر کدام دارای وظایف خود بودند؛ برای مثال، آماده کردن هفت‌سین از وظایف زنان بوده است.

## زندگی شبانه
تهران از اندک پایتخت‌های جهان است که زندگی شبانه ندارد و از نیمه‌شب کاملاً تعطیل می‌شود. برای سال‌ها، زندگی شبانه در تهران تنها یک ماه در سال، در قالب یک طرح ویژه یا در ماه رمضان وجود دارد. البته در برخی خیابان‌های تهران با عرضهٔ خوراک خیابانی، زندگی شبانهٔ تهران اندکی احیا شده است.

## ورزش
تهران نخستین شهر در خاورمیانه بود که میزبانی بازی‌های آسیایی را بر عهده گرفت. تهران میزبان بازی‌های آسیایی ۱۹۷۴ بود و همزمان با آن، مجموعه ورزشی آریامهر (آزادی) به عنوان یکی از پیشرفته‌ترین‌های آن زمان در ۱۰ شهریور ۱۳۵۳ افتتاح شد.
فدراسیون هندبال آسیا، مهم‌ترین نهاد مسئول هندبال در آسیا، در سال ۱۳۵۳ رسماً در تهران تشکیل شد.
توچال و شمشک از مهم‌ترین پیست‌های اسکی تهران هستند. توچال شلوغ‌ترین و نزدیک‌ترین پیست اسکی تهران است که در پایان خیابان ولنجک، در ۳ کیلومتری میدان تجریش، در منطقهٔ شمیرانات قرار دارد. شمشک دومین پیست اسکی بزرگ در ایران پس از دیزین است و در ۵۷ کیلومتری شمال شرق تهران قرار دارد. دیزین، مهم‌ترین پیست اسکی ایران و معتبرترین پیست اسکی در خاورمیانه نیز برای مردم تهران در دسترس است.

### فوتبال
فوتبال ورزش نخست تهران است و شهرآورد تهران میان دو تیم استقلال و پرسپولیس برگزار می‌شود. فوتبال در تهران توسط انگلیسی‌ها رواج یافت و نخستین زمین بازی آن‌ها نیز میدان مشق بود. آشنایی تهرانی‌ها با فوتبال نیز از همین طریق صورت پذیرفت.
نخستین تشکیلات فوتبالی تهران در سال ۱۳۰۲، با نام کلاب ایران پدید آمد. در سال‌های میانی حکومت رضاشاه چندین باشگاه در تهران تأسیس شد و در سال ۱۳۱۶ مسابقاتی میان آن‌ها برگزار شد. کمی بعد عباس اکرامی باشگاه شاهین را تأسیس کرد که برای چند دهه از قوی‌ترین باشگاه‌های ایران بود. در سال ۱۳۱۷ نیز بزرگ‌ترین ورزشگاه فوتبال ایران تا به آن زمان، گشایش یافت که امجدیه نامیده شد.
استقلال دو بار و پاس یک بار به عنوان قهرمانی جام قهرمانان آسیا دست یافتند. پرسپولیس هم یک عنوان قهرمانی در جام برندگان جام آسیا دارد. از دو تیم استقلال و پرسپولیس معمولاً به عنوان قطب‌های اصلی فوتبال ایران یاد می‌شود و این تیم‌ها در دیگر شهرهای ایران نیز هوادار دارند.

### باشگاه‌های حرفه‌ای
| نام      | بنیان‌گذاری | ورزشگاه        |
| -------- | ---------- | -------------- |
| استقلال  | ۱۳۲۴       | آزادی          |
| پرسپولیس | ۱۳۴۲       | آزادی          |
| پیکان    | ۱۳۴۶       | شهرقدس         |
| راه‌آهن   | ۱۳۱۶       | درخشان، راه‌آهن |
| سایپا    | ۱۳۶۸       | دستگردی        |
| نفت نوین | ۱۳۲۹       | تختی           |

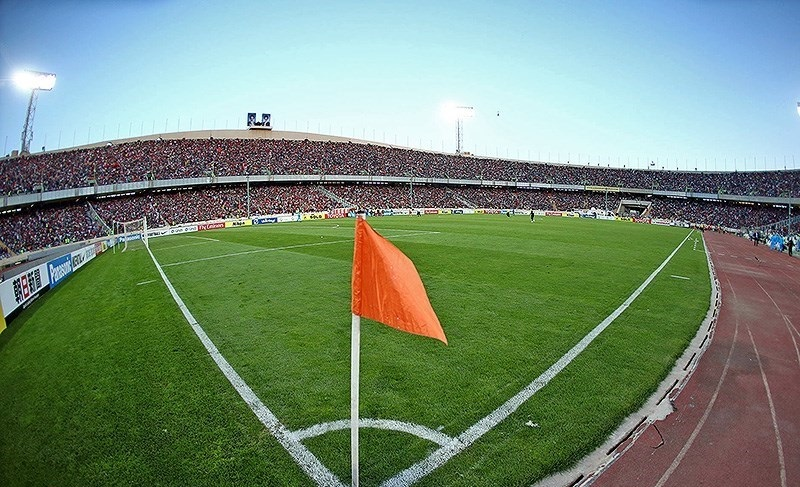
ورزشگاه آزادی تهران
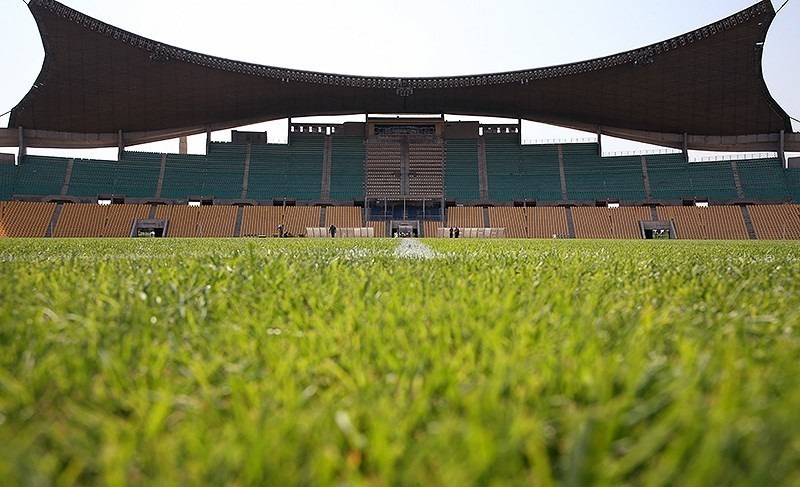
ورزشگاه تختی تهران
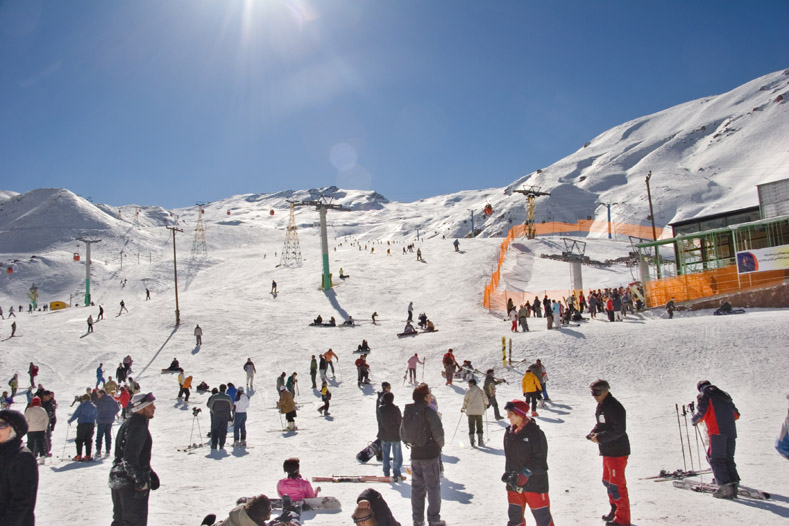
دیزین، مهم‌ترین پیست اسکی خاورمیانه
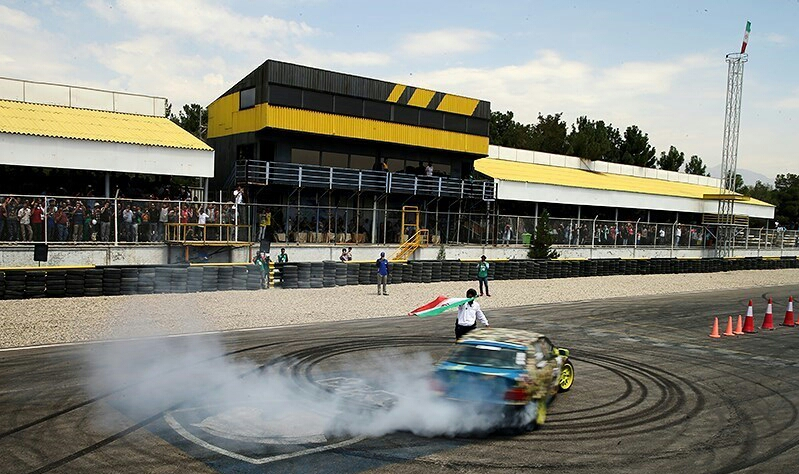
پیست اتومبیل‌رانی آزادی
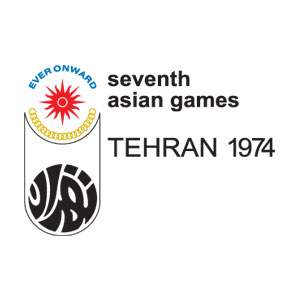
نشان رسمی بازی‌های آسیایی ۱۹۷۴

## رسانه‌ها
مقر اصلی سازمان صدا و سیما، تنها متولی قانونی پخش برنامه‌های رادیویی و تلویزیونی ایران، در تهران است.

### روزنامه‌ها

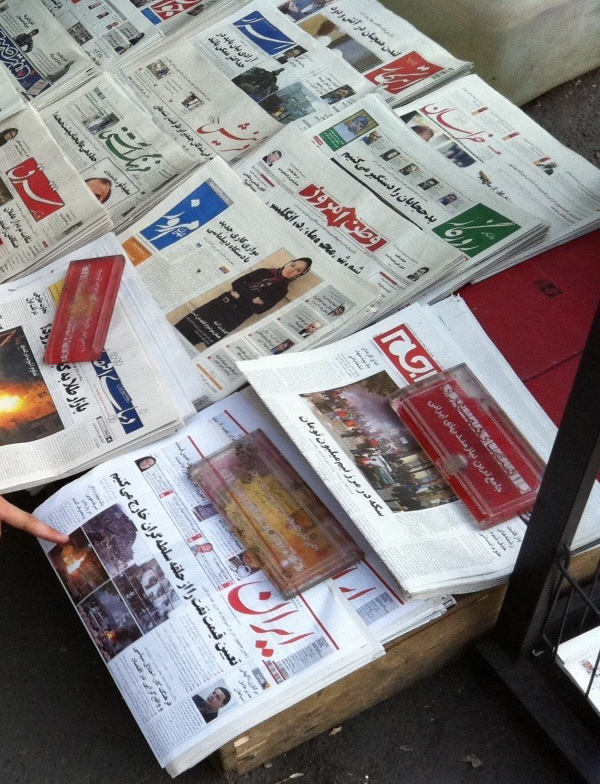
شماری از روزنامه‌های ایران در تهران

نخستین روزنامهٔ چاپی در ایران، هنگام سلطنت محمد شاه قاجار، توسط میرزا صالح شیرازی در تهران تأسیس شد. شمارهٔ نخست این نشریهٔ ماهانه که نام خاصی نداشت و به تقلید از واژهٔ روزنامه در زبان انگلیسی، «کاغذ اخبار» نامیده می‌شد، در ۱۱ اردیبهشت ۱۲۱۶ منتشر شد.

### وبگاه‌ها
مقر بسیاری از خبرگزاری‌ها و وبگاه‌های خبری ایران در تهران است. دفتر مرکزی دیجی‌کالا، که به بررسی و فروش کالاهای گوناگون می‌پردازد نیز در تهران است.

### تلویزیون محلی
شبکهٔ پنج سیما به عنوان تلویزیون محلی تهران فعالیت می‌کند. این شبکه در آذرماه سال ۱۳۷۴ بنیان‌گذاری شد. در این شبکه، گروه‌هایی از جمله «اقتصاد»، «اجتماعی»، «تهران و شهروندی»، «خانواده و کودک» و «معارف» برنامه تولید می‌کنند و ساختار اصلی شبکهٔ تهران را تشکیل می‌دهند.